# 宇宙神教光明神
宇宙神教光明神（うちゅうしんきょうこうみょうじん）は、明峰黄紫院（本名、中村和子）が教祖を務める日本の新宗教。福井県吉田郡永平寺町竹原に本拠地を置く。1985年(昭和60年)に宗教法人を取得。

## 概要
教祖の明峰黄紫院（本名、中村和子）は、福井県勝山市生まれ。生来、予知能力や霊能力を持ち、周囲からは風変わりな女児に思われていた。1975年に自身の高熱などの身体的変化で厳寒の滝行に導かれ、「自然界の法と人体」の究明を始める。数日間の修法満願の日、神の啓示を受け自身の神的使命を悟ったとされ、同年、大阪と福井に神霊相談所を設立。以来、人類救済の使命を抱き、神示により福井県吉田郡上志比村を聖地と定め、1985年(昭和60年)に宗教法人を取得。「宇宙神教 光明会」を設立。翌、1986年には光明神殿を建立。同時に光明会本部を設置。霊光（オーラ）と霊言により、会員の浄化を行っているとしている。この間、神からは無数のメッセージを受け、地球と人類の危機についての警告も受けているとする。
儀式には一部に神仏混交的な要素があるものの、基本的には古神道をベースとしている。主祭神を天照大御神、アマテル大神、光明大神とし、単なる宗教の枠を超え宗教、哲学、芸術、科学を内包しながらも、全体としては形を持たない宇宙と捉えている。また、「自然界の人体の一体化」、「神霊パワーによる体質改善」、「人類のカルマの浄化」を三原則とする。さらには物質、執着心、宗教に偏らず、生と死と霊魂のありかたを探り、幸福に生きるための身体の育成、平和な社会の構築などを目標としている。

## 略史
- 1975年(昭和55年) - 明峰黄紫院が滝行の後、数日間の修法満願の日、神の啓示を受け自身の神的使命を悟る[2][1]。
- 1985年(昭和60年)に宗教法人を取得。「宇宙神教 光明会」を設立[2][1]。
- 1986年(昭和61年) - 光明神殿を建立。同時に光明会本部を設置[2]。

## 主祭神
- 天照大御神
- アマテル大神 - 天照大御神と同神が別の働きをする大日孁貴(おおひるめのむち)（『日本書紀』に登場する）が同化したもので、大宇宙神であり教祖の守護神でもある[2]。
- 光明大神[2]

## オーラによる心霊浄化
当教団では月2回、月例会が行われるが、教祖はその場で信者に向かって全身のオーラを両手の指頭から投じ、左右交互に渦をまくように投げかけるとされる。信者はオーラを全身で受けとめ、笑いころげながら大きく体を動かせたり、走り回るものもいるが真偽は不明。

## 伝承
聖地付近には語り継がれていた伝承があり、啓示による掘削で、地下4mの地層から8m角大の女神岩と称される岩石と、ペトログラフ岩が発見されている。また、啓示により神の降臨の斎庭としてピラミッドを想起させる光明挺山が、会員の奉仕によって建設された。

### 女神岩
当教団では、先史時代の4500年～4600年頃に築かれ、「太陽の神」信仰の表象とされる。「大地の女神」ともされ、岩に宿る神の強いパワーが、商売繁盛、身体堅固、交通安全等を守護するとされ、不可思議な現象がたびたび目撃されているという。毎年8月には女神岩祭りの儀式が執り行われる。

## 著書
- 明峰黄紫院著『宇宙の神言―21世紀の神の導き』（2001年6月）[4]

## 参考サイト
- 「特別企画・"人類救済"対談 明峰黄紫院(中村和子)〈宇宙神教 光明会教祖〉--はっきり申し上げると、人類の未来は危険な状況にあると思います」明峰黄紫院、渡辺 正次郎　東京:政界往来社（国立国会図書館書誌ID:6848316）